# مطار المعقل الملكي
مطار المعقل الملكي كان هذا المطار الذي يقع في مدينة البصرة هو الأهم من بين الموانئ الجوية في المنطقة منذ فترة الثلاثينيات وحتى منتصف السبعينيات، إذ كان مسؤولا عن حركة الطيران وتنظيمه في المنطقة وحتى الطائرات التي كانت تهبط في مطار عبادان الدولي كانت تأخذ التوجيهات من مطار البصرة، في 24 آذار 1938م افتتح الملك غازي المطار المدني الذي بنته شركة بريطانية، وكان يحتوي فندقا يسمى فندق شط العرب.